# Munir El Haddadi
Pour les articles homonymes, voir Munir.
El Haddadi  Mohamed est un nom espagnol. Le premier nom de famille, en général paternel, est El Haddadi ; le second, en général maternel, souvent omis, est Mohamed.
Munir El Haddadi Mohamed ou Munir, né le 1er septembre 1995 à San Lorenzo de El Escorial (Communauté de Madrid, Espagne), est un footballeur international marocain évoluant au poste d'attaquant au CD Leganés.
Formé au FC Barcelone, El Haddadi parvient à jouer en équipe première en 2014. Lors de sa première saison professionnelle, il remporte le championnat d'Espagne, la Coupe du Roi et la Ligue des champions. Prêté au Valence CF et au Deportivo Alavés, il signe en 2019 au FC Séville, club avec lequel il remporte la Ligue Europa en 2020.
Il possède également la nationalité espagnole. Appelé en 2014 par la fédération espagnole, l'ancien sélectionneur du Maroc Badou Zaki ne fait pas appel au joueur, préférant le laisser confirmer au plus haut niveau. Après avoir fait ses débuts officiels avec la Roja, Munir El Haddadi n'est plus appelé par la sélection espagnole. Le président de la fédération marocaine réclame alors à la FIFA le changement de nationalité sportive de Munir El Haddadi. En 2021, celui‑ci devient officiellement international marocain et participe à la Coupe d'Afrique 2021.
Le 23 décembre 2021, il figure officiellement dans la liste des 28 joueurs sélectionnés de Vahid Halilhodžić pour la CAN 2021 au Cameroun. Le 14 janvier 2022, il entre en jeu lors du deuxième match des phases de poule face aux Comores pour disputer ses quatorze premières minutes de CAN. Le Maroc parvient à se qualifier en huitièmes face au Malawi (victoire, 2-1). Le 30 janvier 2022, il est éliminé en quarts de finale par l'Égypte (défaite, 2-1). Lors de ce match, Munir dispute 110 minutes avant d'être remplacé par Tarik Tissoudali.

## Biographie

### Naissance et origines (1995-2006)
Munir El Haddadi, footballeur international espagnol né à El Escorial (Madrid), est issu d'une famille berbère du Rif, d'un père originaire d'Al Hoceima et d'une mère originaire de Melilla.
Munir grandit dans sa ville natale et adopte l'amour du football grâce à son père qui lui parle de clubs et joueurs marocains et espagnols, et plus particulièrement du footballeur Adel Taarabt. Entre ses cinq et dix ans, il pratique le football avec ses amis au quartier.

### Carrière en club

#### Parcours junior (2006-2011)
Munir El Haddadi commence son parcours junior en 2006 au CD Galapagar, club appartenant à une commune située au nord de Madrid. En 2010, l'Atlético de Madrid le recrute, mais décide de le prêter au Rayo Majadahonda où il se révèle en inscrivant 32 buts en 29 rencontres. Il suscite l'intérêt d'un certain nombre d'équipes comme le Real Madrid, Manchester City, l'Atlético de Madrid et le FC Barcelone. Munir décide finalement de rejoindre le FC Barcelone en 2011.

#### Formation à la Masia et débuts en pro (2011-2019)
Munir signe son premier contrat pro avec le FC Barcelone B le 1er juillet 2013. Il fait ses débuts, en UEFA Youth League contre l'Ajax U19 où il inscrit un doublé. Ensuite, il inscrit deux autres doublés face au Milan U19 et à Copenhague U19. Il termine le tournoi avec un doublé en finale face au Benfica U19 (3-0) qui permet à son équipe de remporter la première édition de l'UEFA Youth League. Avec un total de 11 buts, Munir El Haddadi est le meilleur buteur de la compétition et également le meilleur passeur avec cinq passes décisives.
Le 31 janvier 2014, il prolonge son contrat avec le FC Barcelone jusqu'en juin 2017 avec une clause libératoire de 12 millions d'euros qui passe à 35 M€ s'il rejoint l'équipe première. Après avoir été sur le banc contre le CD Tenerife et le Deportivo La Corogne, Munir fait ses débuts professionnels pour le Barça B le 2 mars 2014 en entrant en jeu lors de la victoire 2-1 de son équipe sur le terrain du RCD Majorque en Liga Adelante. Le 19 avril 2014, il marque son premier but professionnel à la 87e minute de jeu contre Girona FC, une minute après son entrée en jeu. Ce but permet à son équipe de gagner 2-1.
Munir fait partie des huit jeunes de l'équipe réserve choisis par l'entraîneur Luis Enrique pour effectuer la pré-saison 2014-2015 avec l'équipe première. Il inscrit deux buts en amical en équipe première le 9 août 2014 lors du match amical contre l'HJK Helsinki (victoire 6 à 0), suivis de deux autres buts lors du Trophée Gamper, un amical clôturant la pré-saison du FC Barcelone (victoire 6-0 face au FC León). Avec ses quatre buts, il termine meilleur buteur de la pré-saison du « Barça ».

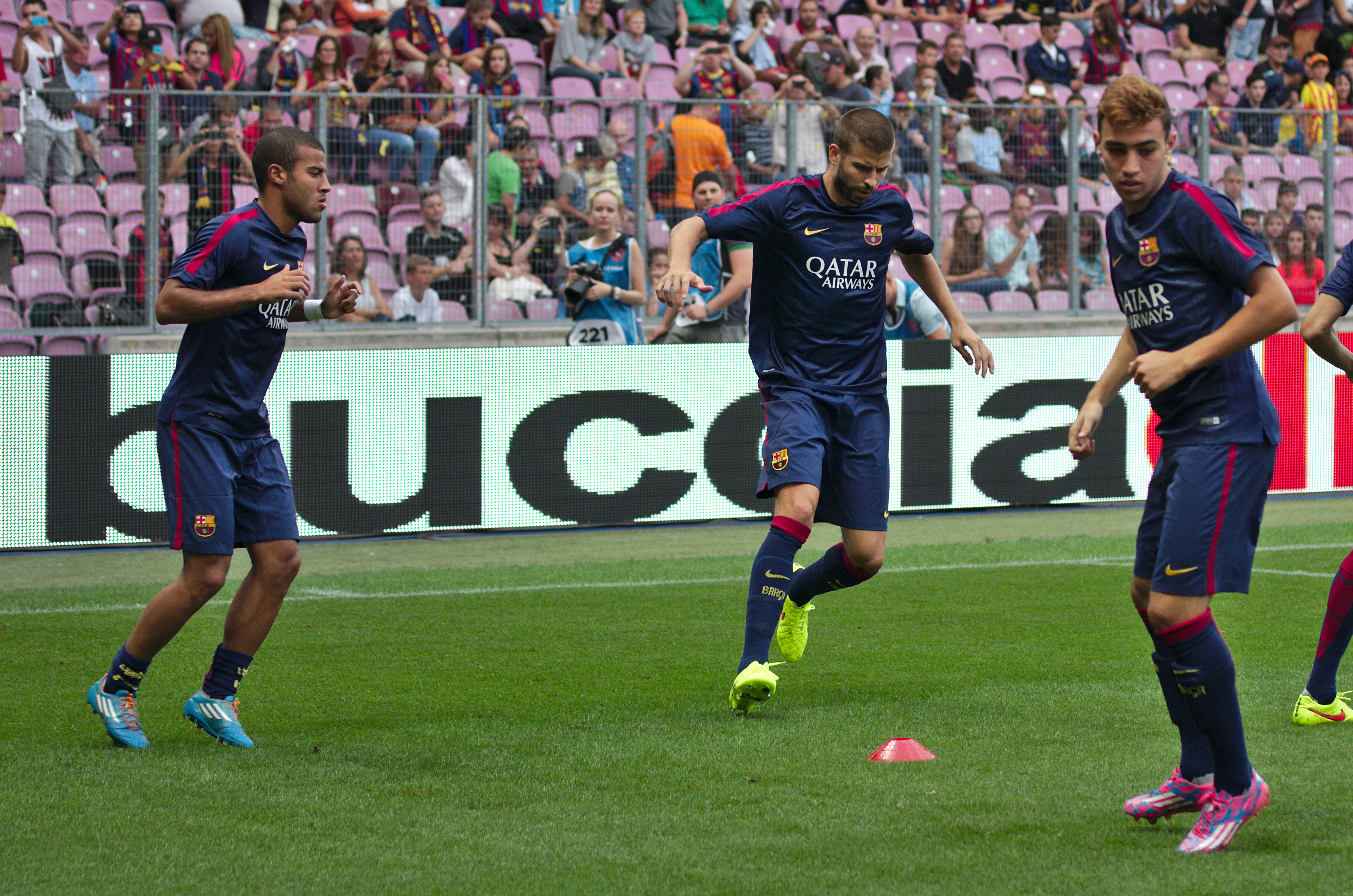
Munir El Haddadi, ici en 2014, à l'échauffement avant un match de Ligue des champions contre le SSC Napoli.

Sa bonne pré-saison lui permet d'être titularisé lors du premier match de championnat du Barça contre Elche CF au Camp Nou le 24 août 2014, où il marque le but du 2-0 à la 46e minute d'un extérieur lobé du gauche sans contrôle qui finit dans la lucarne, sur une passe du milieu croate Ivan Rakitić. Munir débute en Ligue des champions avec le FC Barcelone le 17 septembre 2014 face à l'APOEL Nicosie au Camp Nou en étant dans le onze titulaire. Sa clause libératoire est fixée à 35 M€ au lieu de 12 M€ précédemment.
Munir rejoint officiellement l'effectif de l'équipe première au début de la saison 2015-2016. Il marque quatre buts dont un contre Elche où il est titulaire à la place de Neymar. Il joue régulièrement avec notamment un doublé en Coupe d'Espagne contre Villanovense et un autre contre Bilbao, il devient un titulaire important. À la suite d'une forte concurrence dans la tanière du FC Barcelone, il fait sa dernière apparition sur le banc catalan le 28 août 2016 à l'occasion d'un match de championnat contre l'Athletic Club (victoire, 0-1).

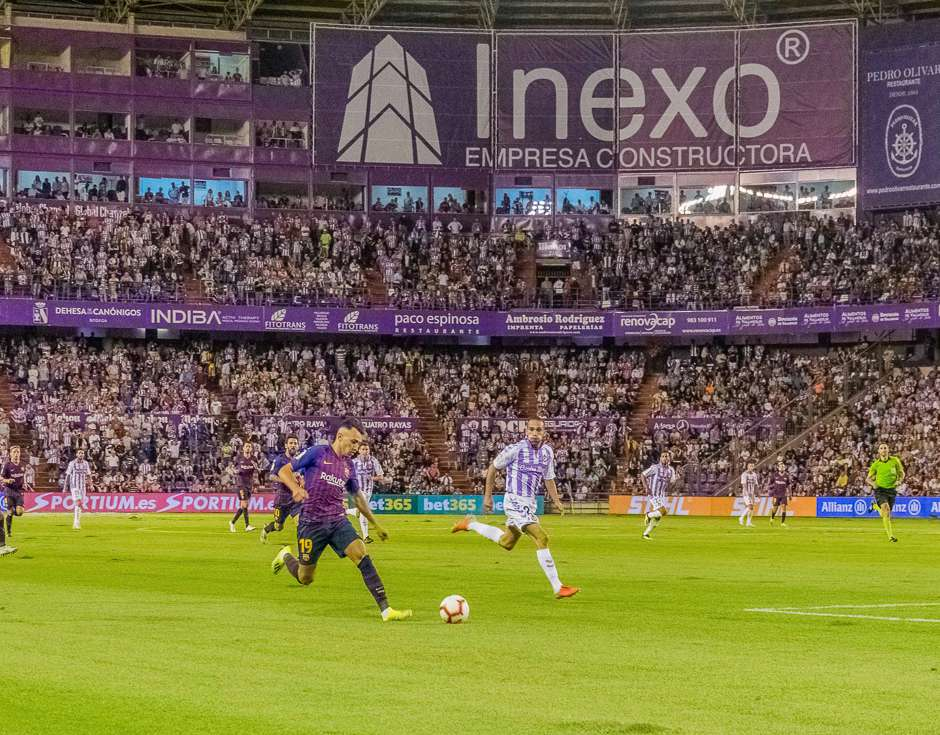
Munir El Haddadi, ici en 2018, en action contre le Real Valladolid.

Après ses deux prêts au Valence CF et au Deportivo Alavés, il retourne dans l'effectif du FC Barcelone et devient un élément important. Le 29 juillet 2018, à l'occasion de son premier match, après son retour des deux prêts, il marque le premier but contre Tottenham Hotspur FC à la 15e minute dans le cadre de l'International Champions Cup (résultat : 2-2, victoire aux penaltys). Le 29 septembre 2018, il confirme de nouveau avec un but en championnat contre l'Athletic Club (match nul, 1-1).
Le 16 décembre 2018, il fait sa dernière apparition en tant que joueur du FC Barcelone au Camp Nou lors d'un match contre le Levante UD où il est gardé pendant 90 minutes sur le banc. Avec le mercato hivernal en approche, plusieurs clubs lorgnent sur Munir El Haddadi dont plusieurs clubs d'Angleterre.

#### Prêt au Valence CF (2016-2017)
Le 30 août 2016, Munir est prêté au Valence CF pour la saison 2016-2017 avec une option d'achat de douze millions d'euros. Il hérite du no 9 tout en étant entraîné par Cesare Prandelli.

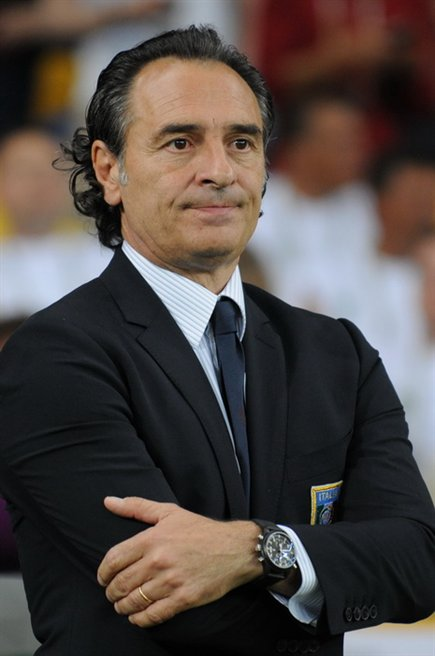
Cesare Prandelli, ici en 2012, fait de Munir un élément indispensable au Valence CF.

Le 11 septembre 2016, il fait sa première apparition lors d'un match de championnat face au Betis Séville en entrant en jeu à la 63e minute à la place de Santi Mina (défaite, 2-3). Le 22 octobre 2016, à l'occasion d'un match de championnat à domicile face au FC Barcelone, Munir entre en jeu à la 46e minute du match en remplaçant Martín Montoya et marque son premier but sous le maillot du Valence CF à la 52e minute du match (défaite, 2-3). Réalisant un remarquable début de saison, il est régulièrement appelé avec l'équipe d'Espagne espoirs. Le 26 novembre 2016, il inscrit son deuxième but de la saison face au FC Séville grâce à une passe décisive de João Cancelo au Stade Ramón Sánchez Pizjuán (défaite, 2-1). Trois jours plus tard, il est à nouveau buteur en Coupe d'Espagne face au CD Leganés (victoire, 1-3). Le 9 janvier 2017, il inscrit son quatrième but de la saison face à CA Osasuna avant de délivrer une passe décisive sur le troisième but inscrit par Martín Montoya (match nul, 3-3). Le 11 mars 2017, il sauve son équipe en inscrivant un but égalisateur à la 85e minute face au Real Sporting de Gijón (match nul, 1-1). Une semaine plus tard, il inscrit à nouveau un but face au FC Barcelone au Camp Nou grâce à une passe décisive de José Gayà (défaite, 4-2). Le 6 avril 2017, il inscrit un but à domicile face au Celta Vigo grâce à une passe décisive de Toni Lato (victoire, 3-2). Le 21 mai 2017, il dispute son dernier match de la saison avec le club lors d'un match de championnat face au Villarreal CF. Il entre en jeu à la 70e minute à la place de Martin Montoya et est acclamé par les supporters dans les tribunes en fin de match, malgré une défaite de 1-3.
Munir comptabilise en total six buts et trois passes décisives en 33 matchs de championnat. Son équipe termine la saison à la douzième place du classement du championnat espagnol. Il compte également un but en trois matchs de Copa del Rey.

#### Prêt au Deportivo Alavés (2017-2018)
Le 1er septembre 2017, Munir est prêté au Deportivo Alavés. Il hérite du no 24 sous l'entraîneur italien Gianni De Biasi.
Munir débute avec Alavés la saison 2017-2018 le 10 septembre 2017 en remplaçant Enzo Zidane à la 58e minute mais voit le club s'incliner 1-0 contre le Celta Vigo. Le 30 septembre 2017, il marque son premier but avec le Deportivo Alavés à l'occasion d'un match de championnat à l'extérieur contre le Levante UD grâce à une passe décisive d'Alfonso Pedraza (victoire, 0-2). Deux mois plus tard, le 30 novembre 2017, à l'occasion de la Copa del Rey, il marque son deuxième et troisième but sous le maillot du Deportivo Alavés contre le Getafe CF au Stade de Mendizorrotza (victoire, 3-0). Le 8 décembre 2017, il enchaîne un bon début de saison en inscrivant son deuxième but en championnat face à l'UD Las Palmas (victoire, 2-0). Le 21 décembre 2017, il offre la victoire à son équipe en inscrivant l'unique but du match face à Málaga CF grâce à une passe décisive de Rubén Duarte.
En deuxième partie de saison, Munir El Haddadi vit le meilleur moment de sa carrière en enchaînant les matchs et les buts : en janvier un but face au CD Leganés et le Valence CF, en février un but face au Celta Vigo et le Deportivo La Corogne, en avril un but face au Getafe CF et deux buts face à l'UD Las Palmas et en mai un but contre l'Athletic Club.
Le 19 mai 2018, il dispute son dernier match de la saison avec le Deportivo Alavés lors d'un match à l'extérieur face au FC Séville (défaite, 1-0). Au total, il dispute 33 matchs, marque dix buts et délivre six passes décisives en championnat. Il joue également quatre matchs en Coupe d'Espagne et y marque quatre buts et délivre une passe décisive. Son équipe termine à la quatorzième place du championnat espagnol. Après une bonne saison en prêt, il retourne au FC Barcelone en juin 2018.

#### Séville FC (2019-2022)
Le 14 janvier 2019, Munir est transféré au Séville FC. Le montant de la transaction s'élève à 3 millions d'euros. Lors de son arrivée à Séville, Pablo Machín est l'entraîneur et lui attribue le no 19.
Munir dispute ses premières minutes le 13 janvier 2019 lors d'un match de championnat contre l'Athletic Club (défaite, 0-2). Lors de ce match, il entre en jeu en remplaçant Roque Mesa à la 79e minute. Le 7 mars 2019, il marque son premier but avec le club lors d'un match de Ligue Europa face au Slavia Prague (score cumulé : défaite, 6-5). Titularisé, il marque à la 29e minute sur une passe décisive de Éver Banega. Après avoir joué ses six premiers mois chez les Sévillans, il termine la saison à la sixième place du championnat espagnol et joue la quasi-totalité des matchs. Il apparaît en total seize fois en championnat et marque cinq buts.

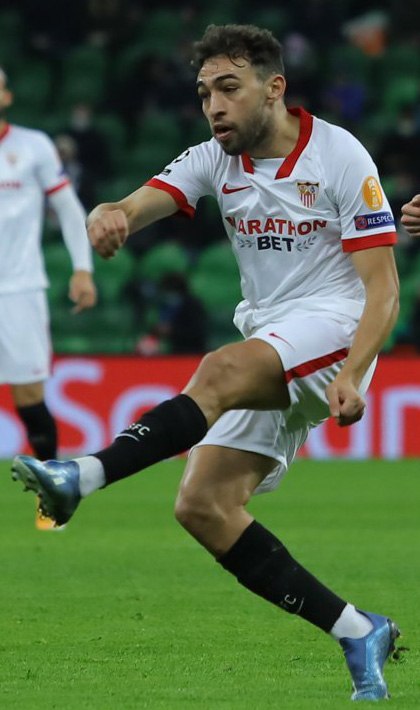
Munir El Haddadi, ici en 2020, lors d'un match de Ligue des champions contre le FK Krasnodar.

Lors de la saison 2019-2020, il dispute en total 21 matchs, marque cinq buts et délivre deux passes décisives en championnat espagnol. Le 7 novembre 2019, il marque un hattrick lors d'un match de Ligue Europa contre le F91 Dudelange (victoire, 5-2). Il termine sa saison à la quatrième place du classement du championnat derrière le Real Madrid CF, le FC Barcelone et l'Atlético de Madrid. Il fait également grande impression en Ligue Europa avec cinq buts et une passe décisive en neuf matchs. Il remporte la compétition pour la première fois de sa carrière et dispute également la finale contre le FC Internazionale Milano ayant lieu au Stade Energa à Gdańsk en Pologne (victoire, 3-2). La finale de l'UEFA Super Cup a lieu le 24 septembre 2020 entre le FC Séville et le Bayern Munich. Le match sera remporté par le club allemand sur un petit score de 2-1.
Le 24 novembre 2020, Munir El Haddadi marque son premier but en Ligue des champions de l'UEFA lors d'un match à domicile face au FK Krasnodar (victoire, 2-1). Le but a lieu dans les derniers instants du match. Il permet à son équipe de remporter le match à la dernière minute, et de finir deuxième de son groupe derrière Chelsea FC. Le FC Séville est éliminé en huitième de finales contre le Borussia Dortmund sur un score cumulé de 4-5 en faveur des Allemands. L'objectif du FC Séville reste alors uniquement le championnat espagnol. Le 9 mai et le 12 mai, il est absent des feuilles du match contre le Real Madrid CF et le Valence CF. En conférence de presse, son entraîneur Julen Lopetegui explique que Munir El Haddadi manque de discipline à la suite de sa démotivation lors des entraînements et qu'il a l'impression que Munir El Haddadi soit moins motivé que la saison passée. Il a pour cette raison été mis à l'écart du club. En fin de saison, il réintègre tout-de-même les feuilles de matchs de Julen Lopetegui. Lors du dernier match de la saison du FC Séville contre le Deportivo Alavés le 23 mai 2021, il cire le banc pendant 90 minutes (victoire, 1-0). Il termine la saison à la quatrième place de Liga à deux points du FC Barcelone. Au total, il dispute 25 matchs en championnat, marque quatre buts et délivre deux passes décisives. En Ligue des champions, il dispute quatre matchs et marque un but. Il compte également six matchs en Coupe d'Espagne.
Le 24 octobre 2021, il marque son premier but de la saison 2021-2022 en championnat face à Levante UD sur une passe décisive d'Óliver Torres (victoire, 5-3). Le 27 février 2022, il entre en jeu à la 30e minute à la place de Papu Gómez face au Real Betis Balompié et marque un but à la 41e minute sur une passe décisive du gardien Yassine Bounou (victoire, 2-1). Le 10 mars 2022, à l'occasion d'un match de Ligue Europa face à West Ham United FC, il marque le seul but victorieux grâce à une demi-volée à la 60e minute sur une passe décisive de Marcos Acuña (victoire, 1-0). Munir El Haddadi termine la saison 2021-2022 à la quatrième place du championnat et est automatiquement qualifié en Ligue des champions pour la saison suivante. Au total, il comptabilise seize matchs et deux buts, dont un qui finit par être nommé parmi les meilleurs buts inscrits en Liga. Il dispute quatre matchs de Ligue des champions, trois matchs de Ligue Europa dont un but inscrit et deux matchs de Coupe d'Espagne.

#### Getafe CF (depuis 2022)
Le 31 août 2022, il s'engage pour trois saisons au Getafe CF entraîné par Quique Sánchez Flores. Il hérite du no 17.
Le 4 septembre 2022, il dispute son premier match avec le club en championnat en entrant en jeu à la 46e minute à la place de Carles Aleñá face au Valence CF (défaite, 5-1). Le 18 octobre 2022, il entre en jeu à la 73e minute et inscrit son premier but de la saison en Liga face à l'Athletic Bilbao grâce à une passe décisive de Carles Aleñá (match nul, 2-2).
UD Las Palmas (depuis 2023)
Le 30 juillet 2023, il s'engage librement avec le club canarien de Gran Canaria, la UD Las Palmas.

### Carrière internationale

#### Entre l'Espagne et le Maroc (2014)
Munir débute avec l'équipe d'Espagne des moins de 19 ans en mars 2014. Il marque trois buts en trois matchs lors du Tour Élite du Championnat d'Europe des moins de 19 ans mais son équipe ne se qualifie pas pour la phase finale de cette compétition.
Début août 2014, le joueur déclare : « je ne ferme la porte au nez de personne, si je devais à l'avenir être convoqué et jouer pour l'équipe nationale du Maroc, je le ferais sans problème. ».
Le 28 août 2014, l'entraîneur de l'équipe nationale du Maroc affiche sa liste des 23 joueurs sélectionnés pour le match face au Qatar et la Libye. Munir ne figure pas dans la liste. Mais, en conférence de presse, le sélectionneur marocain confirme l’existence de contacts entre la Fédération royale marocaine de football et le clan El Haddadi. Badou Zaki déclare qu'il préfère ne pas mettre la pression sur le jeune joueur et de lui laisser le temps.

#### Choix définitif: l'Espagne (2014-2019)

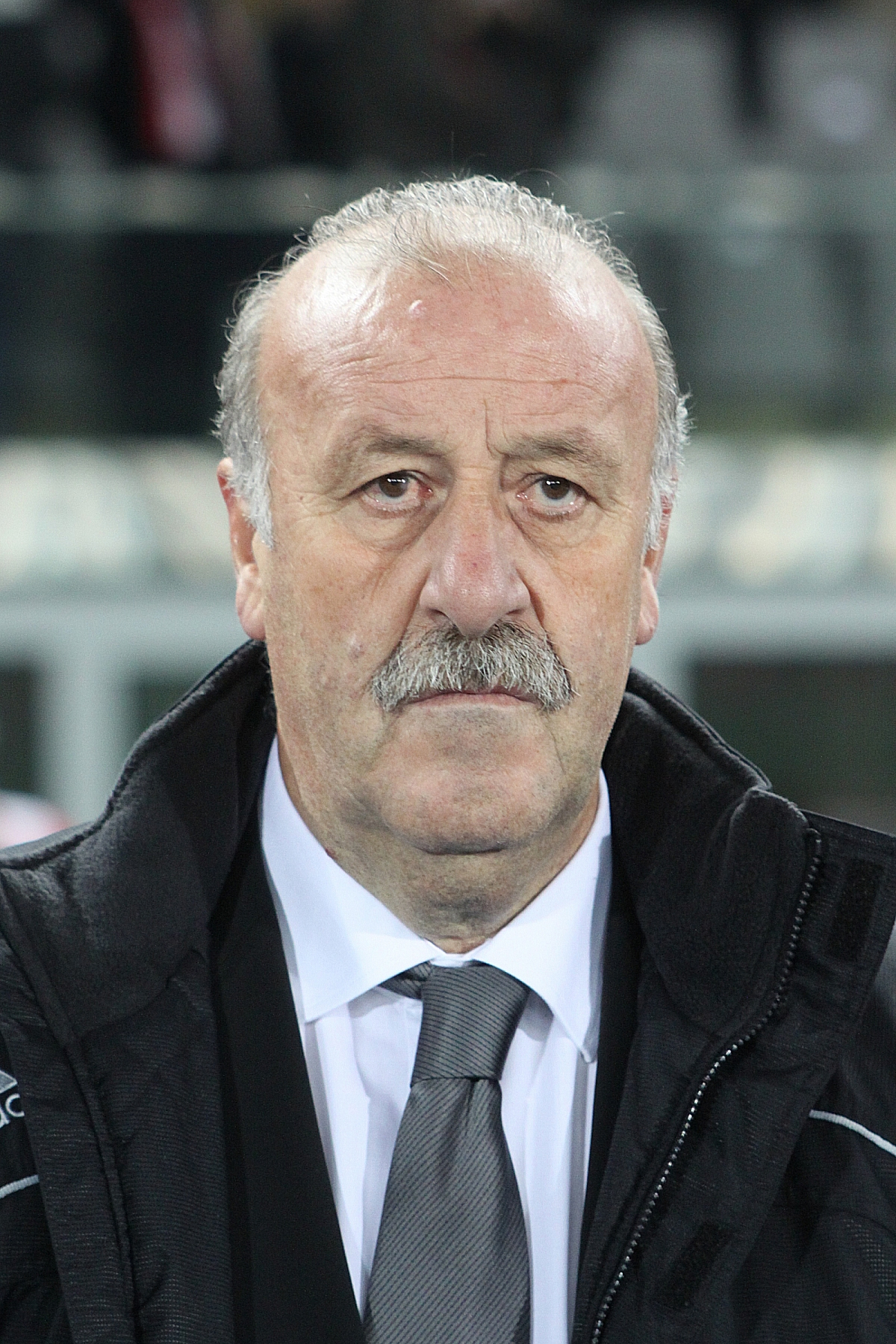
Vicente del Bosque (ici en 2010), est le premier à convoquer Munir en sélection espagnole.

Le 29 août 2014, Munir est sélectionné pour la première fois par Albert Celades pour jouer avec l'équipe d'Espagne des moins de 21 ans deux matchs qualificatifs pour le Championnat d'Europe espoirs. Il est titularisé contre la Hongrie le 3 septembre 2014.
Le 5 septembre 2014, il est appelé en renfort par Vicente del Bosque pour le match qualificatif de l'Euro 2016 contre la Macédoine en remplacement de Diego Costa blessé. Munir débute avec l'Espagne le 8 septembre 2014 en entrant sur le terrain à la 77e minute (victoire 5 à 1). Désormais, Munir est uniquement sélectionnable par l'Espagne, à cause du fait qu'il a disputé un match officiel avec l'équipe première. Après le match, Munir déclare : « Jouer avec l'Espagne est un rêve. C'est une décision personnelle que j'ai prise et j'en suis très heureux. » À 19 ans et 7 jours, Munir devient le troisième plus jeune joueur de l'histoire du FC Barcelone à avoir débuté en équipe d'Espagne derrière Bojan Krkić (18 ans et 13 jours) et Josep Samitier (18 ans et 208 jours).
Le fait de ne pas être convoqué par le sélectionneur Albert Celades pour le championnat d'Europe espoirs en 2017 pousse Munir à vouloir changer de nationalité sportive, mais la FIFA refuse sa demande. En appel, le tribunal arbitral du sport confirme le refus de changement de nationalité sportive de la FIFA. À la suite de cela, Vincente del Bosque prend contact avec le président de la fédération marocaine, Fouzi Lekjaa pour présenter ses sincères excuses concernant le dossier et la situation de Munir El Haddadi.

#### Refus de la FIFA et du TAS pour jouer avec le Maroc (2020)
Le 1er octobre 2020, il reçoit sa première convocation internationale pour représenter l'équipe nationale du Maroc sous le sélectionneur Vahid Halilhodžić à l'occasion de deux matchs amicaux face au Sénégal et la République démocratique du Congo.
Le 9 octobre 2020, la FIFA rejette son changement de sélection,. À la suite de cette décision, Munir El Haddadi réagit sur Twitter avec le message : « Je n'abandonne pas et je continuerai à travailler pour porter ce maillot et représenter l'équipe marocaine ! ».
Le 6 novembre 2020, le Tribunal arbitral du sport rejette l'appel du joueur et confirme la décision de la FIFA ; Munir El Haddadi ne peut pas jouer avec le Maroc.

#### Autorisation de la FIFA et débuts avec le Maroc (depuis 2021)
Le 28 janvier 2021, après un assouplissement de son règlement concernant le changement de nationalité sportive, la FIFA autorise Munir El Haddadi à jouer pour le Maroc.
Il dispute son premier match avec le Maroc le 26 mars 2021 sous Vahid Halilhodžić contre la Mauritanie à l'occasion des éliminatoires de la CAN 2021. Le match se solde sur score nul et vierge et le Maroc est officiellement qualifié pour la CAN 2021.
Le 27 mai 2021, il est à nouveau convoqué par Vahid Halilhodžić en équipe du Maroc pour des matches amicaux contre l'équipe du Ghana (8 juin 2021) et du Burkina Faso (12 juin 2021). Le 12 juin 2021, il dispute son quatrième match international avec le Maroc en entrant en jeu à la 75e minute à la place de Hakim Ziyech, à l'occasion d'un match amical contre l'équipe du Burkina Faso (victoire, 1-0).
Le 23 décembre 2021, il figure officiellement dans la liste des 28 joueurs sélectionnés de Vahid Halilhodžić pour la CAN 2021 au Cameroun. Le 14 janvier 2022, il entre en jeu lors du deuxième match des phases de poule face aux Comores pour disputer ses quatorze premières minutes de CAN. Le Maroc parvient à se qualifier en huitièmes face au Malawi (victoire, 2-1). Le 30 janvier 2022, il est éliminé en quarts de finale par l'Égypte (défaite, 2-1). Lors de ce match, Munir dispute 110 minutes avant d'être remplacé par Tarik Tissoudali.
Le 25 mai 2022, il est convoqué pour un match de préparation à la Coupe du monde 2022 face aux États-Unis ainsi que deux autres matchs éliminatoires de la CAN 2023 face à l'Afrique du Sud et au Liberia.
Le 12 septembre 2022, il reçoit une convocation du nouveau sélectionneur du Maroc Walid Regragui pour un stage de préparation à la Coupe du monde 2022 à Barcelone et Séville pour deux confrontations amicaux, notamment face au Chili et au Paraguay,. Le 21 septembre 2022, un match amical de dernière minute (hors-FIFA) est organisé au Complexe sportif Mohammed VI à Rabat face à l'équipe de Madagascar et dans lequel il est titularisé (victoire, 1-0). Le 23 septembre 2022, il est mis sur le banc pendant 90 minutes face au Chili. Le 27 septembre 2022, à l'occasion du deuxième match de la trêve internationale face au Paraguay, il est de nouveau mis 90 minutes sur le banc au Stade Benito-Villamarín (match nul, 0-0).
En décembre 2023, il est présélectionné par Walid Regragui dans une liste de 55 joueurs pour disputer la CAN 2024 en Côte d'Ivoire.

## Statistiques

### Statistiques détaillées
| Saison                | Club                    | Championnat           | Championnat | Championnat | Championnat | Coupe(s) nationale(s) | Coupe(s) nationale(s) | Coupe(s) nationale(s) | Supercoupe | Supercoupe | Supercoupe | Compétition(s) continentale(s) | Compétition(s) continentale(s) | Compétition(s) continentale(s) | Compétition(s) continentale(s) | Autres compétitions | Autres compétitions | Autres compétitions | Autres compétitions | Espagne (2014) Maroc (2020-) | Espagne (2014) Maroc (2020-) | Espagne (2014) Maroc (2020-) | Total | Total | Total |
| Saison                | Club                    | Division              | M.          | B.          | P.d.        | M.                    | B.                    | P.d.                  | M.         | B.         | P.d.       | Comp.                          | M.                             | B.                             | P.d.                           | Comp.               | M.                  | B.                  | P.d.                | M.                           | B.                           | P.d.                         | M.    | B.    | P.d.  |
| 2013-2014             | FC Barcelone B          | Segunda               | 11          | 4           | 1           | -                     | -                     | -                     | -          | -          | -          | -                              | -                              | -                              | -                              | -                   | -                   | -                   | -                   | -                            | -                            | -                            | 11    | 4     | 1     |
| 2014-2015             | FC Barcelone B          | Segunda               | 17          | 4           | 1           | -                     | -                     | -                     | -          | -          | -          | -                              | -                              | -                              | -                              | -                   | -                   | -                   | -                   | -                            | -                            | -                            | 17    | 4     | 1     |
| Sous-total            | Sous-total              | Sous-total            | 28          | 8           | 2           | -                     | -                     | -                     | -          | -          | -          | -                              | -                              | -                              | -                              | -                   | -                   | -                   | -                   | -                            | -                            | -                            | 28    | 8     | 2     |
| 2014-2015             | FC Barcelone            | Liga                  | 10          | 1           | 1           | 3                     | 0                     | 1                     | -          | -          | -          | C1                             | 3                              | 0                              | 0                              | -                   | -                   | -                   | -                   | 1                            | 0                            | 0                            | 17    | 1     | 2     |
| 2015-2016             | FC Barcelone            | Liga                  | 15          | 3           | 1           | 5                     | 5                     | 0                     | 1          | 0          | 0          | C1                             | 4                              | 0                              | 1                              | CMC                 | 1                   | 0                   | 0                   | -                            | -                            | -                            | 26    | 8     | 2     |
| 2016-2017             | FC Barcelone            | Liga                  | 1           | 0           | 0           | -                     | -                     | -                     | 2          | 1          | 0          | C1                             | -                              | -                              | -                              | -                   | -                   | -                   | -                   | -                            | -                            | -                            | 3     | 1     | 0     |
| 2016-2017             | Valence CF (prêt)       | Liga                  | 33          | 6           | 3           | 3                     | 1                     | 0                     | -          | -          | -          | -                              | -                              | -                              | -                              | -                   | -                   | -                   | -                   | -                            | -                            | -                            | 36    | 7     | 3     |
| 2017-2018             | Deportivo Alavés (prêt) | Liga                  | 33          | 10          | 6           | 4                     | 4                     | 1                     | -          | -          | -          | -                              | -                              | -                              | -                              | -                   | -                   | -                   | -                   | -                            | -                            | -                            | 37    | 14    | 7     |
| 2018-2019             | FC Barcelone            | Liga                  | 7           | 1           | 1           | 2                     | 1                     | 0                     | -          | -          | -          | C1                             | 2                              | 0                              | 0                              | -                   | -                   | -                   | -                   | -                            | -                            | -                            | 11    | 2     | 1     |
| Sous-total            | Sous-total              | Sous-total            | 33          | 5           | 3           | 10                    | 6                     | 1                     | 3          | 1          | 0          | -                              | 9                              | 0                              | 1                              | -                   | 1                   | 0                   | 0                   | 1                            | 0                            | 0                            | 57    | 12    | 5     |
| 2018-2019             | Séville FC              | Liga                  | 16          | 5           | 1           | 1                     | 0                     | 0                     | -          | -          | -          | C3                             | 3                              | 2                              | 0                              | -                   | -                   | -                   | -                   | -                            | -                            | -                            | 20    | 7     | 1     |
| 2019-2020             | Séville FC              | Liga                  | 21          | 5           | 2           | 2                     | 0                     | 0                     | -          | -          | -          | C3                             | 9                              | 5                              | 1                              | -                   | -                   | -                   | -                   | -                            | -                            | -                            | 32    | 10    | 3     |
| 2020-2021             | Séville FC              | Liga                  | 25          | 4           | 2           | 6                     | 0                     | 0                     | -          | -          | -          | C1                             | 6                              | 1                              | 0                              | -                   | -                   | -                   | -                   | 4                            | 1                            | 0                            | 41    | 6     | 2     |
| 2021-2022             | Séville FC              | Liga                  | 16          | 2           | 0           | 2                     | 0                     | 0                     | -          | -          | -          | C1+C3                          | 4+3                            | 0+1                            | 0+0                            | -                   | -                   | -                   | -                   | 7                            | 1                            | 0                            | 32    | 4     | 0     |
| Sous-total            | Sous-total              | Sous-total            | 78          | 16          | 5           | 11                    | 0                     | 0                     | 0          | 0          | 0          | -                              | 25                             | 9                              | 1                              | -                   | 0                   | 0                   | 0                   | 11                           | 2                            | 0                            | 125   | 27    | 6     |
| 2022-2023             | Getafe CF               | Liga                  | 28          | 3           | 1           | 3                     | 4                     | 0                     | -          | -          | -          | -                              | -                              | -                              | -                              | -                   | -                   | -                   | -                   | -                            | -                            | -                            | 31    | 7     | 1     |
| 2023-2024             | UD Las Palmas           | Liga                  | 38          | 3           | 2           | 1                     | 1                     | 0                     | -          | -          | -          | -                              | -                              | -                              | -                              | -                   | -                   | -                   | -                   | -                            | -                            | -                            | 39    | 4     | 2     |
| 2024-2025             | CD Leganés              | Liga                  | 25          | 4           | 0           | 4                     | 3                     | 0                     | -          | -          | -          | -                              | -                              | -                              | -                              | -                   | -                   | -                   | -                   | -                            | -                            | -                            | 29    | 7     | 0     |
| Total sur la carrière | Total sur la carrière   | Total sur la carrière | 296         | 55          | 22          | 36                    | 19                    | 2                     | 3          | 1          | 0          | -                              | 34                             | 9                              | 2                              | -                   | 1                   | 0                   | 0                   | 12                           | 2                            | 0                            | 382   | 86    | 26    |

### Buts internationaux
| Buts internationaux de Munir El Haddadi | Buts internationaux de Munir El Haddadi | Buts internationaux de Munir El Haddadi        | Buts internationaux de Munir El Haddadi | Buts internationaux de Munir El Haddadi | Buts internationaux de Munir El Haddadi | Buts internationaux de Munir El Haddadi | Buts internationaux de Munir El Haddadi | Buts internationaux de Munir El Haddadi | Buts internationaux de Munir El Haddadi |
| 0                                       | Date                                    | Lieu                                           | Compétition                             | Résultat                                | Adversaire                              | Détail                                  | Détail                                  | Détail                                  | Sél.                                    |
| --------------------------------------- | --------------------------------------- | ---------------------------------------------- | --------------------------------------- | --------------------------------------- | --------------------------------------- | --------------------------------------- | --------------------------------------- | --------------------------------------- | --------------------------------------- |
| 1er                                     | 30 mars 2021                            | Complexe sportif Moulay-Abdallah, Rabat, Maroc | Éliminatoires de la CAN 2021            | V 1-0                                   | Burundi                                 | 45e                                     | p. droit                                | 1-0                                     | 2e                                      |
| 2e                                      | 6 octobre 2021                          | Complexe sportif Moulay-Abdallah, Rabat, Maroc | Éliminatoires de la CDM 2022            | V 5-0                                   | Guinée-Bissau                           | 88e                                     | p. gauche                               | 5-0                                     | 6e                                      |

## Palmarès
Formé au FC Barcelone, il remporte son premier titre majeur avec les U19 après une finale d'UEFA Youth League remportée face au Benfica Lisbonne dans lequel il termine la compétition en tant que meilleur buteur et passeur. 
Promu en équipe première du FC Barcelone, il est champion d'Espagne en 2015. Cette même saison, le club remporte également la Coupe du Roi et la Ligue des champions mais Munir n'est présent sur la feuille de match des finales. Il est sur le banc mais n'entre pas en jeu lors Supercoupe de l'UEFA remportée contre le FC Séville et lors de la finale de la Coupe du monde des clubs, remportée face au River Plate. 
En 2016, il est à nouveau champion d'Espagne, remporte la Coupe du Roi sans entrée en jeu et la Supercoupe d'Espagne en marquant un but lors du match aller. Il termine également meilleur buteur de la Coupe d'Espagne. Après avoir été vice-champion d'Espagne en 2017, il remporte remporte une nouvelle Supercoupe d'Espagne, sans entrer en jeu cette fois avant d'être champion d'Espagne une troisième fois en 2019.
Avec le FC Séville, il remporte la Ligue Europa après une finale remportée face au FC Internazionale Milano en 2020, compétition dans laquelle il figure dans l'équipe-type de la compétition. Il dispute également la Supercoupe de l'UEFA face au Bayern Munich.
| FC Barcelone (9) : | FC Séville (1) :                                                               | Distinctions personnelles |
| --- | ------------------------------------------------------------------------------ | --- |
| - UEFA Youth League (1) - Champion : 2014 - Championnat d'Espagne (3) - Champion : 2015, 2016 et 2019 - Vice-champion : 2017 - Coupe d'Espagne (1) - Champion : 2016 - Supercoupe d'Espagne (2) - Champion : 2016 et 2018 - Finaliste : 2015 - Supercoupe de l'UEFA (1) - Champion : 2015 - Coupe du monde des clubs (1) - Champion : 2015 | - Ligue Europa (1) - Champion : 2020 - Supercoupe de l'UEFA - Finaliste : 2020 | - Meilleur buteur et passeur de UEFA Youth League en 2014 - Meilleur buteur de Copa del Rey en 2016 - Membre d'équipe-type de la Ligue Europa en 2020 |